# 泰尔姆达马尼亚克
泰尔姆达马尼亚克（法語：Termes-d'Armagnac，法語發音：[tɛʁm daʁmaɲak]，意为“阿马尼亚克的泰尔姆”）是法国热尔省的一个市镇，属于米朗德区。

## 地理
泰尔姆达马尼亚克（43°40'15"N, 0°0'38"W）面积10.05 平方千米，位于法国奧克西塔尼大區热尔省，该省份为法国西南部内陆省份，北起顺时针与洛特-加龙省、塔恩-加龙省、上加龙省、上比利牛斯省、大西洋比利牛斯省和朗德省接壤。
与泰尔姆达马尼亚克接壤的市镇（或旧市镇、城区）包括：布宗-热勒纳沃、菲斯泰鲁欧、伊佐奇、普伊德拉甘、萨拉加希、索尔贝特、塔斯克。
泰尔姆达马尼亚克的时区为UTC+01:00、UTC+02:00（夏令时）。

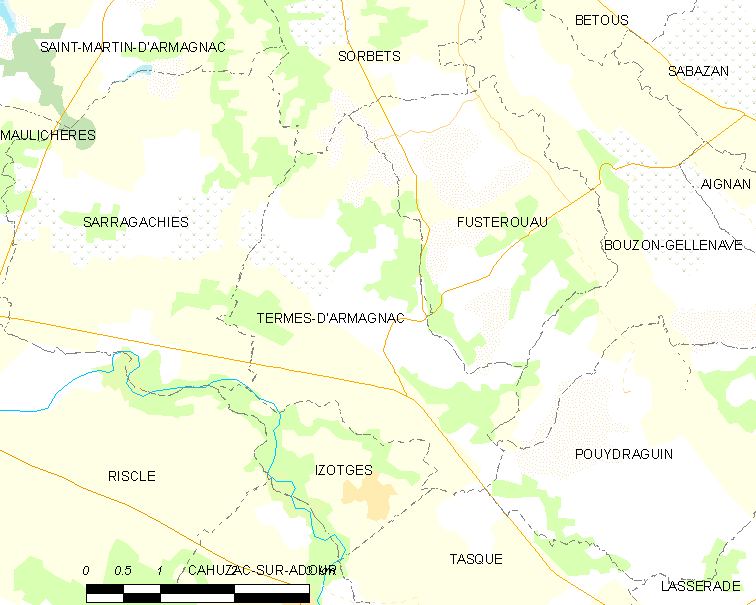
泰尔姆达马尼亚克的OSM定位图

## 行政
泰尔姆达马尼亚克的邮政编码为32400，INSEE市镇编码为32443。

## 政治
泰尔姆达马尼亚克所属的省级选区为热尔阿杜尔县。

## 人口

1962-2008年间泰尔姆达马尼亚克人口变化图示

泰尔姆达马尼亚克于2022年1月1日时的人口数量为199人。